# Халифа, Мохамед Ассвай
Мохамед Суай Ассвай Халифа (араб. محمد صواي أصواي خليفة‎, род. 1944, Эз-Завия) — ливийский легкоатлет, выступавший в барьерном беге. Участник летних Олимпийских игр 1968 года. Первый спортсмен, представлявший Ливию на Олимпиаде.

## Биография
Мохаммед Ассвай Халифа родился в 1944 году в городе Эз-Завия в Британской Триполитании (сейчас в Ливии).
В 1968 году вошёл в состав сборной Ливии на летних Олимпийских играх в Мехико. В четвертьфинале бега на 400 метров с барьерами занял последнее, 8-е место, показав результат 54,34 секунды и уступив 2,88 секунды попавшему в полуфинал с 4-го места Виктору Мальдонадо из Венесуэлы.
Халифа, который был единственным членом сборной страны в Мехико, стал первым спортсменом, представлявшим Ливию на Олимпиаде: в 1964 году она участвовала в летних Играх в Токио, однако Сулиман Фиги Хассан не вышел на старт марафона. Кроме того, до 1980 года Халифа оставался единственным ливийским олимпийцем, участвовавшим в соревнованиях.

## Личный рекорд
- Бег на 400 метров с барьерами — 53,1 (1969)[4]